# Orophea hexandra
Orophea hexandra är en kirimojaväxtart som beskrevs av Carl Ludwig von Blume. Orophea hexandra ingår i släktet Orophea och familjen kirimojaväxter. Inga underarter finns listade i Catalogue of Life.